# 佐賀県道290号杉山小城線
佐賀県道290号杉山小城線（さがけんどう290ごう すぎやまおぎせん）は、佐賀県佐賀市から小城市に至る一般県道である。

## 概要
佐賀市富士町大字市川から小城市小城町松尾に至る。

### 路線データ
- 起点：佐賀県佐賀市富士町大字市川（佐賀県道278号池原古湯線交点）
- 終点：佐賀県小城市小城町松尾（佐賀県道44号小城富士線交点）

## 歴史
- 2019年（令和元年）8月28日 - 豪雨災害により佐賀市富士町市川の広田橋付近 - 小城市小城町岩蔵の石体集落山側付近までの4.0 km区間が通行止めとなる。なお、この通行止めは2020年（令和2年）9月6日現在も継続中[1]。

## 路線状況

### 重複区間
- 佐賀県道37号厳木富士線（佐賀市富士町大字市川）

### 道路施設

#### 橋梁
- 広田橋（佐賀市）

## 地理

### 通過する自治体
- 佐賀市
- 小城市

### 交差する道路
| 交差する道路                        | 市町村名 | 交差する場所   | 交差する場所 |
| ----------------------------------- | -------- | -------------- | ------------ |
| 佐賀県道278号池原古湯線             | 佐賀市   | 富士町大字市川 | 起点         |
| 佐賀県道37号厳木富士線 重複区間起点 | 佐賀市   | 富士町大字市川 |              |
| 佐賀県道37号厳木富士線 重複区間終点 | 佐賀市   | 富士町大字市川 |              |
| 佐賀県道44号小城富士線              | 小城市   | 小城町松尾     | 終点         |

### 沿線
- 天山酒造株式会社
- 小城市立岩松小学校

### 峠
- 七曲峠（佐賀市 - 小城市）